# Anoplodactylus jungersi
Anoplodactylus jungersi är en havsspindelart som beskrevs av Fage, L. 1949. Anoplodactylus jungersi ingår i släktet Anoplodactylus och familjen Phoxichilidiidae. Inga underarter finns listade i Catalogue of Life.